# Giovan Francesco Loredano
Giovan Francesco Loredano o Loredan (Venecia, 27 de febrero de 1607 - Peschiera del Garda, 13 de agosto de 1661) fue un escritor italiano del periodo barroco.

## Biografía
Nacido en Venecia, hijo de Lorenzo Loredan de Santa Maria Formosa y Leonora Boldù. Quedó huérfano de ambos padres a temprana edad, así que fue criado por su tío Antonio Boldù. Tuvo por maestro a Antonio Colluraffi, mencionado muchas veces en las publicaciones de los Incogniti.
Transcurrió su primera juventud entre el estudio y los excesos. Asistió en Padua a las lecciones de Cremonini y comenzó a reunir en torno a sí un grupo de literatos que posteriormente constituyó la llamada Academia de los Incogniti. Como fundador de la Academia de los Incogniti y miembro de muchas otras Academias, tuvo estrecha relación con casi todos los literatos de su época.
Además de su dedicación literaria, también tuvo parte en asuntos públicos. A los veinte años quedó registrado en el "libro de oro", aunque su carrera comenzó bastante tarde: en septiembre de 1632 fue elegido Savio  y en 1635 era ya Tesoriere de la fortaleza de Palmanova. A su regreso, reorganizó la Academia de los Incogniti (1636) y, en 1638, a pesar de las tentativas para evitarlo, fue obligado como único descendiente de su rama a contraer matrimonio con Laura Valier. Alcanzó sucesivamente los cargos de Inquisidor del Estado y miembro de la Junta de los Diez. En el 1656 entraba en el Minor Consiglio, es decir, era uno de los seis patrizi que, junto con el doge, componían la Serenissima Signoria. Debió de sufrir algún revés político, pues en los años siguientes no desempeñó más cargos importantes. Murió en 1661.

## Obras
Además de los Scherzi Geniali (Sarzina, Venecia, 1632), escribió novelas varias veces reimpresas y traducidos también al francés, como La Dianea (Venecia, Sarzina, 1635) y L'Adamo (1640), operetas de asunto religioso, como Los Siete Salmos penitenciales, (Venecia, Guerigli, 1652); Vida di Alessandro III pontefice, (Venecia, Sarzina, 1637); Vida di S. Giovanni vescovo di Traù, (Venecia, Guerigli, 1648); I gradi dell'anima, (Venecia, Guerigli, 1652), colecciones de discursos académicos (Bizzarrie académicas, Venecia, Guerigli, 1655), Sei dubi amorosi (ivi, Sarzina, 1632); Il cimiterio; epitafi giocos (Tivoli, Mancini 1646), una Iliade giocosa (Venecia, 1654), compilaciones históricas como Ribellione e morte del Valestain, bajo el pseudónimo de Gnaeo Falcidio Donaloro (Milán, Ghisolfi, 1634), que le valió una amonestación por parte de los inquisitori de Estado; Istoria de' re Lusignani, con el pseudónimo de Enrico Giblet (Bolonia, Monte, 1647), una Vita del Marino (Venecia, Sarzina, 1633), una recopilación de cartas bajo el pseudónimo de E. Giblet (Venecia, Guerigli, 1653).
En calidad de fundador de la Academia de los Incogniti facilitó las publicaciones de obras colectivas de la Academia: Cento Novelle (Venecia, Guerigli, 1651); Discursos académicos (Venecia Sarzina, 1635); Las glorias de los incogniti, (Venecia, Valvasense, 1647); Novelas amorosas (Venecia, herederas del Sarzina, 1641).

## Términos relacionados
- Accademia degli Incogniti
- Libertinismo
- Ferrante Pallavicino
- Antonio Rocco
- Barbara Strozzi